# Antonio Del Monaco (politico)
Antonio del Monaco (Maddaloni, 8 aprile 1956 – Roma, 11 novembre 2023) è stato un politico e generale italiano.

## Biografia

### Giovinezza e istruzione
Antonio Del Monaco nacque nel 1956 a Maddaloni. Ultimo di otto figli, trascorse la sua infanzia a Maddaloni frequentando le scuole dell’infanzia presso le suore immacolatine. Dopo aver conseguito il diploma di maturità scientifica, nel 1981 si laureò in Sociologia presso l'Università degli Studi di Salerno e si specializzò in Psicoterapia presso l'Università La Sapienza di Roma.

### Carriera lavorativa
Nel 1979 si arruolò nell'Esercito Italiano, come Allievo Ufficiale di Complemento in servizio presso la Scuola Allievi Ufficiale Artiglieria di Foligno.
Nella sua lunga carriera militare (dal 1979 al 2017) ricoprì importanti incarichi: Comandante di Sezione, Comandante di Plotone, Comandante di Reparto fino a Generale di Brigata presso il Comando Forze Operative Sud, con sede a Napoli. Dal 2005 al 2007 è stato direttore del Carcere Militare di Santa Maria Capua Vetere, dove diede vita al progetto denominato Carcere Sorgente Educativa per il recupero e la rieducazione dei detenuti. È stato anche consulente psicologo nelle commissioni per la selezione di personale effettivo dell'Esercito Italiano e dei Carabinieri.
Dal 2017 venne collocato in ausiliaria.
Dal 2013 è stato iscritto all'albo dei giornalisti pubblicisti.

### I valori
Fu un uomo credente nella fede cristiana, avendo come punti di riferimento Don Milani, Don Puglisi e Don Peppe Diana. Si è speso a sostegno di iniziative per i più deboli e promuovendo la divulgazione e la diffusione dei valori della legalità, del ruolo educativo della famiglia e della scuola.
È stato fondatore del comitato "Maddaloni Città Educativa" ed ideatore del Festival della legalità.
È stato destinatario di diversi premi come il Premio internazionale "A voce d’ e Creature", ricevuto dalla Fondazione di Don Luigi Merola; il Premio Nassiriya per la Pace; premio alla carriera "Labore Civitatis".

## Attività politica
Alle elezioni politiche del 2018 venne eletto alla Camera dei Deputati nel collegio uninominale Campania 2 - 03 (Caserta) per il Movimento 5 Stelle, ottenendo il 54,52% e superando Lucrezia Cicia del centrodestra (24,57%) e Angela Letizia del centrosinistra (15,75%). Durante la XVIII Legislatura è stato componente della IV Commissione Difesa e della Commissione di inchiesta sulle Ecomafie.
Alle elezioni politiche del 2022 fu candidato al Senato della Repubblica per il Movimento 5 Stelle nel collegio uninominale Campania - 01 (Caserta), ottenendo il 34,99% e venendo sconfitto da Giovanna Petrenga del centrodestra (37,67%), non venne dunque eletto.